# Мельников Павло Іванович (письменник)
Мельников Павло Іванович (Мельников-Печерський; 25 жовтня [6 листопада] 1818 або 1819, Нижній Новгород — 1 [13] лютого 1883 там же) — російський письменник-реаліст, публіцист, етнограф-белетрист.

## Біографія
Закінчивши словесне відділення Казанського університету (1837), служив в Пермській і Нижньогородській гімназіях. З 1847 року — на службі в Нижньогородському губернському правлінні; в 1850 році зарахований до штату Міністерства внутрішніх справ; як чиновник з особливих доручень займався дослідженням і викоріненням старообрядництва. Практично все його професійне і приватне життя була пов'язане з Нижньогородською губернією. Дослужився до дійсного статського радника (1864), кавалер ордена Св. Анни 1-го ступеня (1878). У 1866 році усунутий з посади чиновника особливих доручень і переведений до Москви без платні; жив виключно за рахунок літературної праці. У відставці з 1881 року.